# Чжан Яньмэй
Чжан Яньмэй (кит. упр. 张艳梅 , пиньинь Zhang Yanmei, род. 26 октября 1970, г. Шулань провинции Цзилинь) — китайская шорт-трекистка. Принимала участие в Альбервилле, серебряный призёр Олимпийских игр в Лиллехаммере на дистанции 500 метров, Трёхкратная чемпионка мира. Чемпионка Азиатских игр 1990 года в эстафете.

## Биография
Чжан Яньмэй была в семье единственной девочкой, родители любили её, как жемчужину на ладони и надеялись, что их дочь будет меньше страдать и найдет стабильную гражданскую работу после окончания колледжа, а успеваемость её была очень хорошая. Родители в начале не согласились с Чжан Яньмэй, чтобы она каталась на коньках, однако она была очарована конькобежным спортом и пошла учиться кататься, как только окончила школу. Кроме того, она обладала хорошим спортивным талантом, и под руководством своего тренера добилась очень хороших результатов. Когда его родители увидели, что их дочь так любит кататься на коньках, они перестали её останавливать. Из-за тренировок и соревнований Чжан Яньмэй редко бывала дома.
В возрасте 14 лет Чжан Яньмэй поступила в спортивную школу в провинции Цзилинь. В 1986 году на национальном чемпионате по шорт-треку она побила национальный рекорд на дистанции 1000 метров и была выбрана в национальную сборную. Через 2 года на чемпионате мира в Сент-Луисе завоевала бронзовую медаль в составе эстафеты. В 1989 году она выиграла золотую медаль в эстафете на национальном чемпионате в Пекине. Первые успехи пришли на 2-х Азиатских играх в Саппоро, где Яньмэй выиграла две серебряные награды в личных дистанциях и одну золотую в эстафете. В октябре на Кубке Азии завоевал золотую медаль на дистанции 1000 метров (побив мировой рекорд) и золотую медаль в эстафете.
В следующем году она победила на своей любимой дистанции 500 метров на чемпионате мира в Сиднее при этом побив мировой рекорд, и стала третьей в абсолютном зачёте.
Олимпийские игры 1992 года не принесли Чжан желаемых успехов, её дисквалифицировали на пятисотметровке в первом раунде. В эстафете с командой была лишь на 8 месте. В марте 1993 года Яньмэй повторила свой результат на чемпионате мира в Пекине, получила очередное золото на дистанции 500 метров, вновь установив мировой рекорд, а также получила бронзу в многоборье.
На Олимпийских играх 1994 года ей не совсем повезло в беге на 500 метров, выиграла только серебро. Во время забега за ногу её придерживала американская спортсменка, будущая чемпионка Кэти Тернер, что не дало Чжан быть первой. Во время церемонии награждения она сняла медаль и бросила букет цветов на землю, обвинив американку в нечестной борьбе. Это вызвало неоднозначную реакцию у зрителей и спортсменов, одни поддержали её аплодисментами, другие наоборот высмеивали. Потеря Олимпийской золотой медали стала самым большим сожалением в её спортивной карьере. На своём последнем мировом первенстве 1995 года в Норвегии Чжан взяла ещё одну золотую медаль, на этот раз в эстафете.

## Тренерская работа
Муж Чжан Яньмэй, Цзян Чжибинь, также отличный конькобежец. В 1987 году он был переведён в национальную сборную, и, чтобы улучшить показатели женскoй команды, был по случайному совпадению назначен спарринг-партнёром Яньмэй. Таким образом, эти двое не проводили слишком много времени вместе, и не было мучительной и трогательной истории любви. между тем, как ладить друг с другом, они молчаливо сотрудничали, и их чувства становились всё сильнее и сильнее, чем дольше они оставались вместе. Чжан Яньмэй и её муж также являются тренерами команды Шэньян Байи.

## Награды
29 ноября 2008 года — получила награду «За выдающийся вклад в конькобежный спорт на шорт-треке»